# Frankie Valli
Frankie Valli (sinh ngày 3 tháng 5 năm 1934) là một ca sĩ đến từ Hoa Kỳ, được biết đến là giọng ca chính của nhóm nhạc huyền thoại Bốn mùa vào những năm 1960. Ông ấy được biết đến bởi giọng ca pha cực kỳ chuẩn.
Valli được ghi danh vào top 29 trong top 40 hits với nhóm nhạc Bốn mùa dưới biệt hiệu The Wonder Who?, và top 9 của những ca sĩ solo hay nhất trong toàn thể top 40 và rất nhiều giải thưởng khác. Là một thành viên của Bốn mùa, các hit số một của Valli gồm có "Sherry" (1962), "Big Girls Don't Cry" (1962), "Walk Like a Man" (1963), "Rag Doll" (1964) và "December, 1963 (Oh, What a Night)" (1975). Ghi âm bài hát của Valli "Can't Take My Eyes on You" (1967) đã xếp thứ nhì năm 1967. "You're Ready Now", một bản solo của Valli ghi âm từ năm 1966, trở thành một bản hit ngạc nhiên ở Anh quốc như một phần của chuỗi Northern soul và xếp hạng 11 ở các bảng pop Anh quốc tháng 12 năm 1970. Là một nghệ sĩ solo, Valli cũng có các hit số một với các bài hát "My Eyes Adored You" (1974) và "Grease" (1978).
Valli, Tommy DeVito, Nick Massi và Bob Gaudio –  các thành viên ban đầu của ban The Four Seasons –  được vinh danh ở Rock and Roll Hall of Fame năm 1990 and the Vocal Group Hall of Fame in 1999.

## Tiểu sử
Valli có tên lúc sinh là Francesco Stephen CastelluccioFrancesco Stephen Castelluccio,, con cả của ba người con trai trong một gia đình Ý tại First Ward of Newark, New Jersey. Cha của ông, Anthony Castelluccio, là một nhà thiết kế cắt tóc và màn hình cho mô hình xe lửa Lionel; mẹ của ông Maria Rinaldi, là nhân viên người nội trợ và nhân viên công ty bia. Ông đã được truyền cảm hứng để có một sự nghiệp ca hát ở tuổi bảy sau khi mẹ cậu xem Frank Sinatra trẻ biểu diễn tại nhà hát Paramount ở Thành phố New York. Một trong những ca sĩ yêu thích đầu của ông là "Texas" Jean Valli, từ người mà ông có được tên gọi. Cho đến khi ông có thể sống bằng nghề canhạc, ông đã làm thợ cắt tóc.
Năm sinh Valli đã vẫn còn là một câu hỏi. Valli không bao giờ giải quyết các vấn đề chính mình, cho đến khi nêu chính thức tại trang mạng của ông vào năm 2007, trang mạng được tài trợ bởi hãng thu âm hiện tại của mình, Universal Records. Phần lớn công khai chính thức trước đây xung quanh sự nghiệp của mình sử dụng năm 1937, là năm sinh. Các nguồn khác, chẳng hạn như việc phát hành Gấu gia đình Records, có tựa đề "The Four Lovers" (BCD 15.424), cũng như một 1965 mug shot, có sẵn thông qua The Smoking Gun,, tất cả xác định năm sinh của ông là năm 1934.